# تشيسترفيلد (ماساتشوستس)
تشيسترفيلد (بالإنجليزية: Chesterfield, Massachusetts)‏ هي بلدة أمريكية تقع في الولايات المتحدة في مقاطعة هامبشاير (ماساتشوستس). يقدر عدد سكانها بـ 1,222 نسمة ومساحتها 81.0 كم2 و وترتفع عن سطح البحر 435 متر.